# Frederic Bara Cortiella
Frederic Bara Cortiella (Reus 29 de gener de 1928 - 1998) va ser un sacerdot catòlic. Era fill de Vicenç Bara Allué, electricista, nascut a Loporzano (província d'Osca) i de Rosalia Cortiella Garlandi, de Vilaverd (Conca de Barberà).
Després de fer el batxillerat a l'Institut de Reus, va estudiar al Seminari de Tarragona i va cantar la seva primera missa a l'Ermita de Misericòrdia de Reus el 1951. Va ser destinat a diferents pobles de les comarques properes al Baix Camp, on va mostrar la seva capacitat oratòria i va formar corals per cantar a les celebracions religioses, ja que tenia una bona veu de tenor i coneixements musicals.
Quan Joan Martí Alanís va ser nomenat bisbe de la Seu d'Urgell i copríncep d'Andorra va demanar a Frederic Cortiella, que havia estudiat amb ell al Seminari, que l'acompanyes com a secretari en aquella diòcesi. El 1971 va anar a la Seu d'Urgell  acompanyant al bisbe i va conservar aquest càrrec durant alguns anys, fins que el 1976, una antiga malaltia hepàtica el va obligar a tornar a Reus, on va ser destinat a la Prioral de Sant Pere com a vicari.
Va col·laborar assíduament, des de la seva fundació a la publicació reusenca Semanario Reus, amb articles de caràcter sacerdotal. Va morir a Reus l'any 1998.
Amb el seu nom es va crear a Reus la «Fundació Mossèn Frederic Bara», que es dedica sobretot a atendre nens i adolescents amb dificultats econòmiques, socials o familiars.